# Qusaiy ibn Kilāb
Qusaiy ibn Kilāb (arabisch قصي ابن كلاب, DMG Quṣaiy ibn Kilāb) war ein Vorfahre des Propheten Mohammed, der nach der islamischen Überlieferung fünf Generationen vor ihm den Stamm der Quraisch begründete, dessen Vorherrschaft über Mekka sicherte und den Kult um die Kaaba neu ordnete. Schon im vorislamischen Mekka war Qusaiy eine äußerst wichtige Stifterfigur. Leone Caetani verglich seine Bedeutung für Mekka mit derjenigen von Theseus für Athen und Romulus für Rom. Fast alle bedeutenden Einrichtungen, die den Alltag und die Politik der Stadt bestimmten, wurden auf ihn zurückgeführt.

## Herkunft und Kindheit im Norden der Arabischen Halbinsel
Die in den Quellen genannten wichtigsten Gewährsleute für Qusaiys Leben sind Ibn as-Sā'ib al-Kalbī (gest. 763), Ibn Ishāq (gest. 767) und Ibn Dschuraidsch al-Makkī (gest. 767). Nach ihrer Überlieferung bestand Mekka in der Zeit von Qusaiy nur aus einer Ansammlung von Zelten und wurde von zwei Clanen beherrscht, den Bakr ibn ʿAbd Manāt aus dem Stamm Kināna und den Banū Ghubschān aus dem südarabischen Stamm der Chuzāʿa.
Qusaiy gehörte zu den Banū n-Nadr, einem Zweig des arabischen Stammes Kināna. Als sein Nasab wird in den Quellen angegeben: Qusaiy b. Kilāb b. Murra b. Kaʿb b. Luʾayy b. Ghālib b. Fihr b. Mālik b. an-Nadr b. Kināna. Qusaiys eigentlicher Name soll Zaid gewesen sein. Qusaiys Vater Kilāb starb schon kurz nach seiner Geburt, woraufhin seine Mutter, Fātima bint Saʿd, erneut heiratete, und zwar Rabīʿa, einen Mann aus dem Stamm der Banū ʿUdhra, der gerade zur Wallfahrt in Mekka weilte. Zusammen mit ihm und seiner Mutter zog Qusaiy in das Stammesgebiet der Banū ʿUdhra, das sich im Norden der Arabischen Halbinsel an der Grenze zu Syrien befand. Hier wuchs er auf. Den Namen Qusaiy (von arab. qaṣā „sich weit entfernen“) soll er aufgrund der Entfernung von seiner Heimat erhalten haben.

## Rückkehr nach Mekka und Zusammenfügung der Quraisch
Nachdem Qusaiy im jugendlichen Alter von seiner Mutter über seine wahre Herkunft unterrichtet worden war, kehrte er nach Mekka zurück. Dort heiratete er Hubbā, die Tochter des Chuzāʿiten Hulail ibn Hubschīya, der für den Kult um die Kaaba und die Wallfahrt verantwortlich war. Nach dem Tode Hulails brachte Qusaiy dessen Ämter an sich und vertrieb mit Hilfe seines Halbbruders Rizāh ibn Rabīʿa, der damals die Führung der Qudāʿa innehatte, die Bakr ibn ʿAbd Manāt und die Chuzāʿa aus Mekka. Anschließend vereinte er die verschiedenen Clane der Banū n-Nadr, die vorher zerstreut unter der Stammesgemeinschaft der Kināna lebten, zu einem festgefügten Verband, der den Namen Quraisch erhielt (von arab. qaraša = „von allen Seiten zusammensuchen“). Er selbst erhielt aufgrund dieser Leistung später den Beinamen al-Mudschammiʿ („der Vereiner“).

## Neuordnung des Kults um die Kaaba
Qusaiy soll dafür gesorgt haben, dass in Mekka feste Häuser errichtet wurden, und auch die Kaaba zum ersten Mal mit einem Dach aus Holz versehen haben. Hubbā, so wird erzählt, zeigte ihm den Ort in den Bergen von Mekka, wo der Stamm der Iyād den Schwarzen Stein vergraben hatte, so dass Qusaiy diesen ausgraben und an der Kaaba anbringen konnte. Außerdem soll er die Grenzen des Heiligen Bezirks (Haram) um die Kaaba genau bestimmt haben, indem er dort Steinmale aufstellte.
Zu den kultischen, politischen und militärischen Ämtern, die Qusaiy nach der Überlieferung in seiner Hand vereinte, gehörten das 1. Pförternamt der Kaaba (ḥiǧāba), 2. die Tränkung der Pilger (siqāya), 3. die Bewirtung der Pilger (rifāda), 4. der Vorsitz in der Ratsversammlung (nadwa), 5. das Führen der Standarte (liwāʾ), das mit dem Recht, Krieg zu erklären, verbunden war, und 6. der Oberbefehl im Krieg (qiyāda). Für die Ratsversammlung soll Qusaiy selbst in Mekka ein Versammlungshaus errichtet haben, das Dār an-Nadwa genannt und auch für die Abhaltung von Zeremonien (Eheschließungen, Beschneidungsfeiern usw.) verwendet wurde.

## Nachkommen
Qusaiy hatte vier Söhne: ʿAbd ad-Dār, ʿAbd Manāf, ʿAbd al-ʿUzzā und ʿAbd Qusaiy. Hinsichtlich der Vererbung seiner Ämter gibt es zwei Versionen. Die eine, die bei Ibn Hischām überliefert wird, besagt, dass ʿAbd ad-Dār, Qusaiys ältester Sohn, alle Ämter erbte. Später sollen jedoch die Nachkommen des ʿAbd Manāf den Nachkommen des ʿAbd ad-Dār diese Ämter streitig gemacht haben, woraufhin ihnen die Rifāda und die Siqāya übertragen wurde. Die andere Version, die al-Azraqī von Ibn Ishāq und Ibn Dschuraidsch überliefert, besagt, dass schon Ibn Qusaiy selbst die Ämter unter ʿAbd ad-Dār und ʿAbd Manāf aufgeteilt habe. Während ersterer das Pförtneramt der Kaaba und den Vorsitz bei der Ratsversammlung erhielt, bekam letzterer Rifāda, Siqāya und Qiyāda.